# Holozoster ovalis
Genre
Espèce
Statut de conservation UICN

 CR B1ab(iii) : 
En danger critique
Holozoster ovalis, unique représentant du genre Holozoster, est une espèce d'opilions laniatores de la famille des Podoctidae.

## Distribution
Cette espèce est endémique de Mahé aux Seychelles. Elle se rencontre sur le Morne Blanc.

## Description
Le syntype mesure 3,5 mm.

## Publication originale
- Loman, 1902 : « Neue aussereuropäische Opilioniden. » Zoologische Jahrbücher, vol. 16, p. 163–216 (texte intégral).